# Orpheus (Liszt)
Orpheus (S 98) is een symfonisch gedicht gecomponeerd door Franz Liszt. Het is geïnspireerd op de Griekse held Orpheus.

## Beschrijving
Dit symfonische gedicht is een muziekstuk in één deel, hoorbaar onderverdeeld in enkele onderdelen. In tegenstelling tot vele andere symfonische gedichten van Franz Liszt is Orpheus in één keer gecomponeerd (1854) en reviseerde Liszt het niet. 

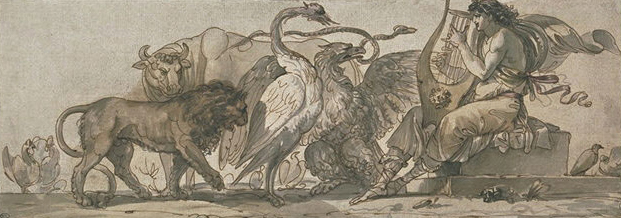
Orpheus verrukt de dieren met zijn spel. Tekening van Giuseppe Cades

Orpheus is geschreven toen in de winter van 1854 het Hoftheater in Weimar onder leiding van Liszt repeteerde voor een opvoering van Glucks opera Orfeo ed Euridice. Tijdens de repetities besloot Liszt een prelude en een epiloog te schrijven die voor de opera moesten worden uitgevoerd. Deze beslissing lijkt niet voortgekomen te zijn om een soort historische correctie te maken of het werk te verbeteren maar meer komt het overeen met de 19de-eeuwse gewoonte werken uit vroegere periodes tussen zogenaamde romantische accolades te plaatsen. De muziek van de prelude én de epiloog heeft niets met het hoofdwerk te maken maar slechts met het karakter van Orpheus zelf. Na de première verbond Liszt een programma aan zijn Orpheus-muziek die ingaat op de afbeelding van Orpheus op een Etruskische vaas waarop hij afgebeeld staat als luitist; de afbeelding laat zien dat Orpheus met zijn luitspel tot alles in staat was, zelfs tot het verplaatsen van stenen. Liszt zag in Orpheus een symbool dat stond voor de ethische kracht van muziek (en de kunsten). De muziek van het symfonisch gedicht is aldus symbolisch want het moet het ‘plezier in de muziek’ uitbeelden.
Orpheus is onder de werken van Liszt een buitenbeentje. Er is geen strijdgewoel, mislukking of herrijzenis waarneembaar, en er is nauwelijks contrast in de compositie. Het werk is eigenlijk één stroom honingzoete melodieën en harmonieën. De orkestklank is open en er is veel ruimte voor het uitblinken van solo-instrumenten waarbij de meesterlijke klank van twee harpen - die de luit uitbeelden - het meest opvalt. Binnen de uitdovende muziek aan het eind van de compositie kan men Liszts typerende religieuze devotie horen. Dit is hoogstwaarschijnlijk wat Liszt bedoelde met zijn ideaal van humanistische muziek waar hij in het midden van de jaren 1830 al over schreef en sprak. Kennelijk was hij 20 jaar later erin geslaagd deze te noteren.